# Скот Спийдман
Робърт Скот Спийдман (на английски: Robert Scott Speedman), по-известен само като Скот Спийдман, е канадски актьор. Най-известен е с ролите си на Бен Ковингтън в сериала „Фелисити“ и Майкъл Корвин във филмовата поредица „Подземен свят“.

## Биография
Спийдман е роден в Лондон, а родителите му са шотландци. Семейството се мести в Торонто, когато той е на четири години.